# 馬西米利安諾·斯福爾扎
馬西米利安諾·斯福爾扎（義大利語：Massimiliano Maria Sforza，1493年1月25日—1530年5月25日）斯福尔扎家族的米兰公爵，卢多维科·斯福尔扎之子。1512年神圣联盟占领米兰后，在雅各布·迈耶·祖姆·哈森领导的瑞士民兵的支持下，他被任命为米兰的统治者。 他的统治时间为 1512年至1515年，介于法国路易十二 (1500-1512) 和1515年法国弗朗索瓦一世占领期间。法国在马里尼亚诺战役中获胜后，马克西米利安被返回的法国军队囚禁 。